# Jan Křtitel Jiří Neruda
Jan Křtitel Jiří Neruda (1711 Rosice – 11. října 1776 Drážďany) byl český houslista, sbormistr a skladatel. 
Narodil se do hudební rodiny. Nejprve působil jako houslista a dirigent v Praze, později u dvorního orchestru v Drážďanech. 